# Iglesia de Santo Domingo de Guzmán (Villamalur)
La iglesia parroquial de Santo Domingo de Guzmán, en Villamalur, en la comarca del Alto Mijares en Castellón, es un lugar de culto declarado de modo genérico Bien de Relevancia Local, en la categoría de Monumento de interés local, según la Disposición Adicional Quinta de la Ley 5/2007, de 9 de febrero, de la Generalitat, de modificación de la Ley 4/1998, de 11 de junio, del Patrimonio Cultural Valenciano (DOCV Núm. 5.449 / 13/02/2007), con código autonómico 12.08.131-002.
Se trata de un templo perteneciente a la Diócesis de Segorbe-Castellón, que pertenece al arciprestazgo de Nuestra Señora Virgen de la Esperanza, con sede en Onda (Castellón).
La iglesia fue fundada por los dominicos de Ayódar y presenta una planta de nave única (con cubierta de bóveda de cañón, iluminada por lunetos), con cuatro  crujías, sin crucero, pero con capillas laterales.
El edificio es del siglo XVIII y está dedicado a Santo Domingo de Guzmán, patrón de Villamalur. En la iglesia se venera también a la patrona de la localidad, la Virgen de los Desamparados, que también tiene en el pueblo un retablo cerámico en la fuente del pueblo.
El templo tiene un aspecto exterior sobrio, en el que destacan por un lado la ubicación del reloj, y por otro la presencia de una esbelta torre campanario.
Respecto a su interior, destaca el retablo del altar mayor, obra de reciente creación, ya que hasta septiembre del año 2012 el templo carecía de un elemento ornamental y de culto de estas características. Gracias al protocolo firmado entre el presidente de la Diputación en ese momento, Javier Moliner, y el alcalde de la población en 2012, Lorenzo Gimeno, se produjo el compromiso de la Diputación de financiar la construcción del retablo del altar mayor.